# Aphis serratularadicis
Aphis serratularadicis är en insektsart som beskrevs av Pashtshenko 1992. Aphis serratularadicis ingår i släktet Aphis och familjen långrörsbladlöss. Inga underarter finns listade i Catalogue of Life.